# Luis Aragonés
José Luis Aragonés Suárez, bedre kendt som Luis Aragonés (28. juli 1938, Hortaleza, Madrid - 1. februar 2014) var en spansk fodboldspiller og tidligere træner for det spanske herrelandshold i fodbold. Han havde kælenavnet El Sabio de Hortaleza (Vismanden fra Hortaleza).

## Klubber som spiller
- 1957-1958: Getafe CF
- 1958-1960: Real Madrid
- 1960-1961: Real Oviedo
- 1961-1964: Real Betis
- 1964-1974: Atletico Madrid

## Klubber som træner
- 1974-1980: Atletico Madrid
- 1981-1982: Real Betis
- 1982-1987: Atletico Madrid
- 1987-1988: FC Barcelona
- 1990-1991: RCD Espanyol
- 1991-1993: Atletico Madrid
- 1993-1995: Sevilla FC
- 1995-1997: Valencia CF
- 1997-1998: Real Betis
- 1999-2000: Real Oviedo
- 2000-2001: RCD Mallorca
- 2001-2003: Atletico Madrid
- 2003-2004: RCD Mallorca
- 2004-2008 Spaniens fodboldlandshold
- 2008- : Fenerbahçe SK

## Hæder som spiller
- Atletico Madrid

La Liga mesterskabet: 1965/1966, 1969/1970, 1972/1973
Copa del Rey: 1966, 1972

## Hæder som træner
- Atletico Madrid

Intercontinental Cup:1974
La Liga:1977
Copa del Rey:1976, 1985 ,1993
Spanske Super Cup:1985
- FC Barcelona

Copa del Rey:1987
- Spaniens fodboldlandshold

EM:2008